# Климент (Вечеря)
Митрополит Кли́мент (укр. митрополит Климент; в миру Олег Александрович Вечеря, укр. Олег Олександрович Вечеря; род. 16 августа 1977, Киев) — архиерей Украинской православной церкви,  митрополит Нежинский и Прилукский. Постоянный член Священного Синода УПЦ, председатель Синодального информационно-просветительского отдела УПЦ, глава Учебного комитета при Священном Синоде УПЦ.

## Биография
В 1994 году окончил среднюю школу № 20, в том же году поступил на биологический факультет Киевского национального университета им. Тараса Шевченко, который с отличием окончил в 1999 году. В 1999 году поступил в аспирантуру при КНУ им. Тараса Шевченко и был зачислен на должность ассистента-преподавателя биологического факультета.
В 1999 году поступил в Киевский Свято-Троицкий Ионинский монастырь и назначен смотрителем Зверинецких пещер.
В 2000 году закончил Киевскую духовную семинарию и поступил в Киевскую духовную академию.
21 апреля 2001 года рукоположен епископом Мукачевским и Ужгородским Агапитом во диакона. В том же году назначен управляющим делами Свято-Троицкого Ионинского монастыря.
С 2001 года является соавтором журнала «Отрок. UA»
В 2002 году защитил диссертацию на соискание ученой степени кандидата биологических наук, получил сертификат доктора философии.
В 2002 году был пострижен в иночество наместником Киевского Ионинского монастыря архимандритом Ионой (Черепановым) с именем в честь священномученика Климента Римского.
4 ноября 2003 года рукоположен епископом Мукачевским и Ужгородским Агапитом во иеромонаха. В том же году 8 декабря пострижен в мантию.
C 2004 года являлся автором и ведущим передачи «Православный календарь» на теле- и радиоканале «Эра».
В 2004 году возведён в сан игумена.
Решением Священного Синода Украинской православной церкви с 9 марта 2005 года по 18 апреля 2008 года являлся наместником Спасо-Преображенского мужского монастыря с. Нещеров Обуховского района Киевской области.
В августе 2007 года назначен преподавателем Киевской духовной семинарии.
В декабре 2007 года защитил кандидатскую диссертацию на тему «Хозяйственно-экономическое положение Православной Церкви в Украине в XX столетии».
С 31 марта 2008 года по 5 августа 2013 года — проректор по учебной работе Киевской духовной академии и семинарии.
21 сентября 2008 года был возведён в сан архимандрита.
В 2009 году был удостоен учёного звания доцента Киевской духовной академии.

### Архиерейство
20 июля 2012 года решением Священного Синода Украинской православной церкви избран епископом Ирпенским, викарием Киевской епархии и назначен председателем Учебного комитета Украинской Православной Церкви.
21 июля в храме Всех святых Свято-Пантелеймоновского монастыря в Феофании наречён во епископа Ирпенского, викария Киевской епархии.
23 июля в Трапезном храме преподобных Антония и Феодосия Киево-Печерской Лавры хиротонисан во епископа Ирпенского, викария Киевской епархии. Хиротонию совершили: митрополит Киевский и всея Украины Владимир (Сабодан), митрополиты Черновицкий и Буковинский Онуфрий (Березовский), Вышгородский и Чернобыльский Павел (Лебедь), Тернопольский и Кременецкий Сергий (Генсицкий), Архиепископ Бориспольский Антоний (Паканич), Каменец-Подольский и Городокский Феодор (Гаюн), Северодонецкий и Старобельский Агапит (Бевцик), Яготинский Серафим (Демьянов), Кировоградский и Новомиргородский Иоасаф (Губень), Переяслав-Хмельницкий и Вишневский Александр (Драбинко), Городницкий Александр (Нестерчук); епископы Хотинский Мелетий (Егоренко), Нежинский и Прилуцкий Ириней (Семко), Новомосковский Евлогий (Пацан), Ровеньковский Никодим (Барановский), Львовский и Галицкий Филарет (Кучеров), Броварской Феодосий (Снигирёв), Новокаховский и Генический Филарет (Зверев), Конотопский и Глуховский Роман (Кимович).
3 сентября 2013 года назначен председателем Календарной комиссии Украинской Православной Церкви.
25 сентября 2013 года назначен управляющим Восточным викариатством Киева.
26 декабря 2013 года назначен членом Синодальной библейско-богословской комиссии и коллегии Координационного центра по развитию богословской науки в Русской Православной Церкви.
16 сентября 2014 года решением Священного Синода назначен главой Синодального информационного отдела Украинской Православной Церкви.
29 сентября 2014 года митрополитом Киевским и всея Украины Онуфрием был назначен главным редактором официального сайта Украинской Православной Церкви.
1 апреля 2015 года решением Священного Синода избран судьей Церковного суда Украинской Православной Церкви.
9 ноября 2015 года, в день 400-летия Киевской духовной академии, решением Ученого совета Киевской духовной академии и семинарии епископу Клименту было присвоено ученое звание профессора.
Согласно решению Священного синода УПЦ от 29 января 2015 года (журнал № 1) был назначен на должность главы Синодального информационно-просветительского отдела Украинской православной церкви.
Решением Священного синода Русской православной церкви от 16 апреля 2016 года (журнал № 26) был включён в число членов Межсоборного присутствия.
28 июля 2017 года, в День Крещения Руси, за Божественной литургией в Киево-Печерской лавре был возведён в сан архиепископа.
21 декабря 2017 года Священным синодом УПЦ назначен архиепископом Нежинским и Прилукским.
17 августа 2019 года митрополитом Киевским и всея Украины Онуфрием (Березовским) возведён в сан митрополита.
С 8 декабря 2020 года является членом комиссии Межсоборного присутствия по богословию и богословскому образованию.
23 мая 2023 года назначен постоянным членом Священного синода Украинской православной церкви.

## Награды
- Орден преподобного Нестора Летописца III степени (2007)
- Орден святителя Петра Могилы (2012)[16]